# 曼努埃爾·施米德巴赫
曼努埃爾·施米德巴赫（德語：Manuel Schmiedebach；1988年12月5日—）是一位德國足球運動員。在場上的位置是防守型中場。現時為自由身。他同時會說德語和西班牙語。